# Manuel Vidal (1697-1765)
Manuel Vidal (Madrid, 1697 - ibid, 7 de diciembre de 1765) fue un religioso agustino, catedrático e historiador español. 

## Biografía
Hijo de Gaspar Vidal y de Catalina Rodríguez, «pobres, aunque de oficios honestos y piadosas costumbres», estudió latín y Humanidades en el Colegio Imperial de los jesuitas y Artes en el Colegio de doña María de Aragón, y tras tomar el hábito de la Orden de San Agustín y completar el noviciado en Toledo, cursó seis años de Teología en el convento de San Agustín de Salamanca.
Tras ejercer como profesor en el Colegio de María de Aragón, en la Universidad de Valladolid y en la de Alcalá, en 1724 se trasladó a Salamanca, en cuya universidad fue catedrático durante los treinta años siguientes, teniendo a su cargo consecutivamente las cátedras de Súmulas, Artes, Filosofía natural, Suárez, Teología moral, Santo Tomás, Durando, Filosofía moral y Sagradas Escrituras.
Paralelamente a su actividad docente, fue prior del convento de Salamanca cinco veces consecutivas entre 1736 y 1751, en cuyas funciones mandó levantar el nuevo claustro y debió enfrentar el desbordamiento del río Tormes y el incendio del monasterio en el que se destruyó parte de la biblioteca.  En el capítulo celebrado este último año fue elegido provincial de la provincia agustina de Castilla.

## Obras
Además de varias oraciones fúnebres, 
dejó escrita la historia del convento de San Agustín de Salamanca en dos volúmenes publicados en 1751 y llevó a cabo la edición de las Conciones de santo Tomás de Villanueva en otros cinco volúmenes que se dieron a la imprenta poco antes de su muerte.
1. ↑  Augustinos de Salamanca. Historia del observantissimo convento de San Augustín N.P. de dicha ciudad (Madrid, 1751 y 1758), vol. I y vol. II.
2. ↑  Sancti Thomae a Villanova archiepiscopi valentini ... Opera omnia: quotquot hactenus inveniri potuerunt: quinque tomis distributa, (Salamanca, 1761-1764).